# 小噬土丽鲷属
小噬土麗鯛屬，是條鰭魚綱䲁形目麗魚科下的一個屬。

## 分類
本屬屬於麗魚亞科，目前被認可的種如下：
- 厚棘小噬土麗鯛 Mikrogeophagus altispinosus
- 拉氏小噬土麗鯛 Mikrogeophagus ramirezi
- Mikrogeophagus maculicauda